# Zsehránszky István
Zsehránszky István (Kolozsvár, 1944. április 3. – Bukarest, 2021. április 12.) erdélyi magyar újságíró, lapszerkesztő.

## Életútja
Középiskolai tanulmányait szülővárosában végezte, a 3. sz. Líceumban érettségizett (1961), majd a BBTE-n szerzett magyar nyelv- és irodalom szakos tanári diplomát (1966). 1966–68 között Illyefalván volt tanár. Újságírói pályáját a sepsiszentgyörgyi Megyei Tükör szerkesztőségében kezdte (1968–72), ezt követően belső munkatársa, rovatvezetője volt az Ifjúmunkásnak (1972–81), 1981-től szerkesztőként, 1984-től a bukaresti fiókszerkesztőség vezetőjeként dolgozott az Új Életnél; 1990-től az Erdélyi Figyelő szerkesztőségi főtitkára, majd 1992–94 között főszerkesztője volt; párhuzamosan a Custos Könyvkiadó szerkesztője. 1994 után a Romániai Magyar Szó, majd annak megszűnése után az Új Magyar Szó munkatársa, Kisebbségben c. havi mellékletének szerkesztője. 1999-től a román kormány mellett működő Kisebbségügyi Hivatalban igazgató, majd főtanácsos.

## Munkássága
Újságírói munkássága sokrétű, csaknem minden műfajt művelt. Publicisztikájában jelentős helyet foglal el a színibírálat: az Előre, Ifjúmunkás, Igazság, Új Élet, Utunk, ill. az Erdélyi Figyelő, Romániai Magyar Szó, Új Magyar Szó hasábjain krónikát, összegező értékelést, elemző írást egyaránt közölt színielőadásokról, a színházi életről, beszámolót hazai és nemzetközi fesztiválokról. Színházi őrjárat címmel hatrészes interjúsorozatot készített Csáky Zoltánnal közösen a romániai magyar színházak helyzetéről. 1995-től színházi rovata van a Román Rádió bukaresti magyar nyelvű műsorában, ugyanitt 2006-tól a Rádiószínház rovatvezetője. Éveken át magyar nyelvű tankönyveket szerkesztett. Külső munkatársként politikai kommentárjaival, interjúival a napi- és hetilapok oldalain is jelen van.
Kezdeményezésére indult újra 2001-ben a kétévente megrendezésre kerülő Kisebbségi Színházi Kollokvium, amelynek házigazdája a gyergyószentmiklósi Figura Stúdió Színház. Ugyancsak ő kezdeményezte a másodévenként változó helyszínnel megrendezésre kerülő Interetnikai Színházi Fesztiválok sorozatát, amelyeken minden állami támogatással működő romániai kisebbségi színház (tehát a magyar színházak mellett a két német és a zsidó színház, ill. tagozat is) részt vesz.
Szerkesztésében jelent meg az "Üdvöz légy, te boldog Várad" c., Szent László királyról írott verseket tartalmazó kötet (Nagyvárad, 1992) és Erős várunk címmel a marosvásárhelyi Bolyai Farkas Líceum emlékkönyve (Marosvásárhely, 1993). A Makra Lajos színművész munkásságát összegző életútinterjú egyik riportere (Ferencz Évával; Korunk–Komp-Press, Kolozsvár, 2009).
Fordításában kerültek bemutatásra Dina Cocea AnaLia, Lia Bugnar A hóember, Alina Nelega Zurinka c. színpadi művei.

## Kötetei
- Ferencz Éva–Zsehránszky István: Makra Lajos. Életútinterjú; előszó Szekernyés János; Korunk–Komp-Press, Kolozsvár, 2009 (Prospero könyvek)
- Marad(j)unk ebben. Válogatás a Bukaresti Rádióban elhangzott jegyzetekből; szerk. Simon Judit, Szűcs László; HKE, Nagyvárad, 2021